# Karl Reinerth
Karl Daniel Reinerth (* 28. Januar 1891 in Großschenk, Siebenbürgen; † 16. November 1986 in Lauffen am Neckar)  war ein deutscher evangelischer Theologe sowie Kirchenhistoriker siebenbürgischer Herkunft.

## Leben
Karl Reinerth, Sohn des Pfarrers Daniel Reinerth (1852–1900), übersiedelte nach dem frühen Tod seines Vaters mit seiner Familie nach Mediasch, dort legte er 1909 das Abitur ab. Im Anschluss absolvierte er das Studium der Theologie an den Universitäten Halle, Berlin sowie Marburg. Seit 1914 versah er seelsorgerische Dienste in der Evangelischen Kirche A.B. in Siebenbürgen, zuletzt von 1928 bis 1961 als Pfarrer in Hermannstadt. Karl Reinerth verzog danach nach Lauffen am Neckar, wo er in seinem 96. Lebensjahr verstarb.
Karl Reinerth steuerte wegbereitende Beiträge zur Kirchengeschichte Siebenbürgens während der Reformationszeit bei, welche zusammenfassend in Die Gründung der evangelischen Kirche in Siebenbürgen, erschienen 1979 im Böhlau Verlag, veröffentlicht wurden. Die mittelalterliche Kirchengeschichte erfuhr durch ihn eine Bereicherung um Studien zur Rechtsgeschichte sowie zur Gottesdienstordnung.

## Weitere Publikationen
- Das Brevier der siebenbürgisch-sächsischen Kirche, Honterus-Buchdruck- und Verlagsanstalt der evangelischen Landeskirche A. B. in Rumänien, Hermannstadt 1931.
- Astronomie und Todestag Christi, Hermannstadt, 1933.
- Aus der Vorgeschichte der siebenbürgisch-sächsischen Reformation, Hermannstadt, 1940.
- Die freie königliche St Ladislaus-Propstei zu Hermannstadt und ihr Kapitel, Krafft & Drotleff, Hermannstadt-Sibiu 1942.
- Das Heltauer Missale (Cod. Heltensis Nr. 8/13/m saec. XIV) : eine Brücke zum Lande der Herkunft der Siebenbürger Sachsen, Böhlau Verlag, Köln 1963.
- Anselmus Ephorinus : zur Frage der humanistisch-reformatorischen Bestrebungen zwischen Krakau – Nürnberg – Basel – Wittenberg und Kronstadt, Oldenbourg, München 1964.
- Missale Cibiniense : Gestalt, Ursprung und Entwicklung des Messritus der siebenbürgischsächsischen Kirche im Mittelalter, Böhlau Verlag, Köln 1972.